# Graphania epiastra
Graphania epiastra är en fjärilsart som beskrevs av Edward Meyrick 1911. Graphania epiastra ingår i släktet Graphania och familjen nattflyn. Inga underarter finns listade i Catalogue of Life.